# Bet-at-home.com
Die bet-at-home.com AG ist eine Unternehmensgruppe im Bereich Online-Gaming und Online-Sportwetten.

## Unternehmensgeschichte
bet-at-home.com wurde im Dezember 1999 im oberösterreichischen Wels von Jochen Dickinger und Franz Ömer gegründet. Im März 2000 ging die Webseite www.bet-at-home.com online. Das Angebot umfasste anfangs ausschließlich Internet-Sportwetten. Bis September 2009 wurde die Webseite um die Produkte Livescore, Online-Casino, Poker, Games und Livewetten erweitert.
1999 als GmbH gegründet, erfolgte im Mai 2004 die Kapitalerhöhung und Umwandlung in eine Aktiengesellschaft. Noch im Dezember des gleichen Jahres ging der Konzern an die Börse. Weitere Kapitalerhöhungen in den darauffolgenden Jahren folgten. Zwischen 2006 und 2009 hielt der Konzern eine bis zu 60-prozentige Beteiligung an der Racebets GmbH. Die bet-at-home.com AG ist Teil der „BetClic Everest SAS Group“, einer französischen Gruppe im Bereich Online-Gaming und Sportwetten, die im April 2009 die Stimmrechtsmehrheit erwarb. Die Aktien der bet-at-home.com AG sind in Frankfurt, Xetra gelistet. 2012 erfolgte der Wechsel vom Open Market in den Entry Standard der Börse Frankfurt.
Mit 31. Oktober 2012 beendete Mitbegründer Jochen Dickinger seine Funktionen als Geschäftsführer und Vorstand auf eigenen Wunsch. Als Nachfolger wurde Michael Quatember vom Aufsichtsrat bestellt. Im August 2013 ging die neue Webseite online. Damit erfolgte der zweite Relaunch des Angebots auf www.bet-at-home.com in der Unternehmensgeschichte. Im Dezember 2013 wurde das Angebot um eine Mobilversion erweitert. 2015 vergrößerte das Unternehmen seine Produktpalette um die Sparte Virtual. Im August 2016 erhielt das Unternehmen die Zulassung für den regulierten Markt der Frankfurter Wertpapierbörse. Es erfolgte der Wechsel in das Marktsegment Prime Standard. Zwischen Februar 2017 und Juni 2018 war das Unternehmen auch im SDAX gelistet. Im Februar 2017 erfolgte ein Launch der Produktgruppe Casino-Spiele in der Poker-Software. Im November 2017 wurde die Produktlinie „Games“ durch „Vegas“ ersetzt sowie die Casino-App eingeführt. Im Juni 2018 erfolgte die Einführung der Sports-App. Mit dem Launch des eSports-Channels im September 2018 baute der Online-Wettanbieter sein Angebot weiter aus.
Im Oktober 2021 wurde das Angebot des Online-Casinos für Kunden aus Österreich durch die maltesische bet-at-home.com Entertainment Ltd. (in Liquidation) – somit jene Konzerngesellschaft, deren wesentlichste Geschäftstätigkeit der Betrieb von Online-Casino war – eingestellt.
Mit Wirkung zum 21. Februar 2022 wurde Herr Marco Falchetto zum Vorstandsmitglied der bet-at-home.com AG bestellt. Franz Ömer und Michael Quatember schieden zum regulären Ablauf ihrer Bestellung Ende Februar 2022 auf eigenen Wunsch aus dem Vorstand aus. Marco Falchetto legte sein Amt als Mitglied des Vorstandes zum 31. Mai 2025 nieder. Als sein Nachfolger wurde Claus Retschitzegger vom Aufsichtsrat bestellt.
Durch Vertragsabschluss im Jahr 2022 veränderte der Konzern seinen ursprünglichen Ansatz der umfangreichen Eigenentwicklung hin zu verstärktem Outsourcing. Im Geschäftsjahr 2023 wurde das in Malta lizenzierte Angebot der bet-at-home.com Internet Ltd. auf www.bet-at-home.com sowie das in Deutschland lizenzierte Angebot auf www.bet-at-home.de an den externen Dienstleister EveryMatrix Holding plc ausgelagert.
Im vierten Quartal 2022 erhielt der Konzern  eine virtuelle Automatenkonzession in Deutschland. Die mit Ende 2022 ausgelaufene Sportwetten-Konzession in Deutschland wurde mit einer Gültigkeit bis Ende 2027 neu ausgestellt.

## Unternehmens- und Eigentümerstruktur

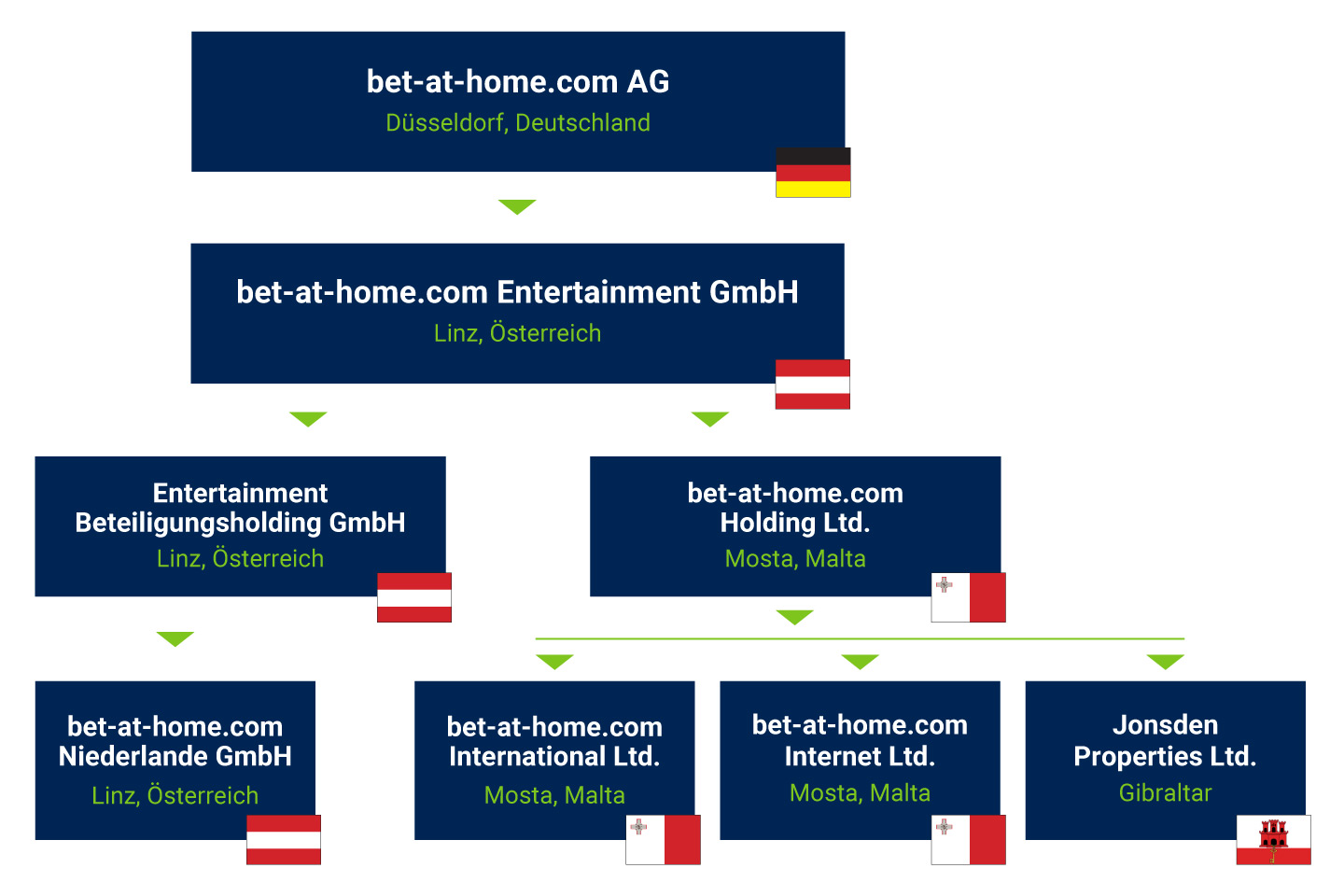
Unternehmensstruktur des bet-at-home.com Konzerns

Die bet-at-home.com AG mit Sitz in Düsseldorf als Muttergesellschaft notiert im regulierten Markt der Frankfurter Wertpapierbörse im Marktsegment Prime Standard. Die Gesellschaft hält 100 Prozent an der bet-at-home.com Entertainment GmbH. Das Unternehmen mit Sitz in Linz erbringt zahlreiche Dienstleistungen insbesondere in den Bereichen IT, Finance, Kundenmanagement und Recht für andere Konzerngesellschaften. Über die bet-at-home.com Holding Ltd. mit Sitz in Mosta, Malta hält das Unternehmen seine internationalen Lizenzen für Online-Sportwetten sowie Online-Glücksspiellizenzen für Casino und Games.
Seit dem 5. September 2009 hält die Betclic Everest Group SAS eine Mehrheitsbeteiligung von 53,9 % an der bet-at-home.com AG. Die Betclic Everest Group mit Sitz in Paris/Frankreich ist ein europäischer Konzern mit Beteiligungen an Online-Gaming-Gesellschaften mit Sitz in Frankreich.
Der Streubesitz beträgt zum Stichtag 31. Dezember 2024 46,1 % der gesamten Aktien. Die bet-at-home.com AG versteht sich trotz eines Kernaktionärs als Publikumsgesellschaft mit einer breit diversifizierten Aktionärsbasis.

## Sponsorship
Die Unternehmung ist Sponsor verschiedener Vereine und Verbände sowie Partner bei Events in unterschiedlichen Sportarten.

### Fußball
- Fc Schalke 04 (2011 bis 2021)[22]
- Hertha BSC (2015 bis 2018)[23]
- Borussia Mönchengladbach (2011 bis 2013)[24]
- FC St. Pauli (2011 bis 2013)[25]
- FK Austria Wien (2007 bis 2021)[26]
- FC Red Bull Salzburg (2018 bis 2021)[27]
- SV Ried (2002 bis 2018)[28]
- FC Blau Weiß Linz (2009 bis 2013)[29]
- SC Schwanenstadt (2006 bis 2007)[30]
- Wisła Krakau (2006 bis 2007)[31]
- RCD Mallorca (2010/11 und 2011/12)[32]

Auf Turnierebene war der Wettanbieter 2019 Partner des Audi Cup in München, sowie 2009 und 2010 beim Emirates Cup, vertreten. Zwischen 2008 und 2009 bestand zudem eine Kooperation mit dem bulgarischen Fußballverband.
Weiters verfügte das Unternehmen über internationale Pakete mit LED- und Fixbanden in der Europa League, in der Qualifikation für die Champions League und bei ausgewählten Länderspielen für die Qualifikation der EURO 2012 und 2016, sowie für die WM 2014.

### Tennis
Von 2006 bis 2020 war das Unternehmen Partner des WTA-Damenturniers in Linz. Als Haupt- und Titelsponsor war der Wettanbieter von 2011 bis 2014 beim bet-at-home Cup Kitzbühel präsent, genauso wie von 2011 bis 2015 bei den bet-at-home Open in Hamburg. Weiters unterstützte das Unternehmen österreichische Landesverbände sowie den österreichischen und bayerischen Tennisverband.

### Handball
Als offizieller Partner der EHF Champions League von 2009 bis 2014, der Handball WM 2009 sowie der Handball EURO 2010 und der Handball EURO 2012 in Serbien. Darüber hinaus bestanden mit dem deutschen Bundesligisten SG Flensburg Handewitt und dem ungarischen Team MKB Veszprém Kooperationen. Die höchste spanische Spielklasse, die Liga ASOBAL, zählte lange zu den Partnern des Unternehmens. Auf Verbandsebene sind der rumänische und der tschechische Handballverband ehemalige Partner des Wettanbieters.

### Basketball
Mit dem Sponsoring des deutschen Bundesligisten ALBA BERLIN in der Saison 2019/20 war bet-at-home.com auch erstmals im Basketball vertreten. In den Saisonen 2020/21 und 2021/22 war der Wettanbieter Namenspartner der bet-at-home Basketball Superliga.

### Beachvolleyball
Das Unternehmen war 2019 sowohl bei der Weltmeisterschaft in Hamburg, als auch beim Vienna Major als Partner vertreten.

### Eishockey
Im Eishockey war der Buchmacher in den Saisonen 2020/21 und 2021/22 Titelpartner der bet-at-home ICE Hockey League, der österreichischen Eishockey-Bundesliga. In der Vergangenheit trat bet-at-home.com beim EHC Black Wings Linz als (2006–2016) Sponsor auf. In der Saison 2011/12 unterstützte das Unternehmen auch den tschechischen Verein HC Pilsen sowie in der Saison 2013/14 die Kölner Haie. Auf internationaler Ebene war der Wettanbieter im Jahr 2011 offizieller Partner der Eishockey-Weltmeisterschaft. 2019/20 war bet-at-home.com Partner der Champions Hockey League.

### Wintersport
Im alpinen Ski-Weltcup war das Unternehmen in der Saison 2019/20 bei den Damen-Bewerben in Garmisch-Partenkirchen als Sponsor vertreten. Bei den Rennrodel-Weltmeisterschaften 2019 trat bet-at-home.com als einer von vier Hauptsponsoren auf. Wie bereits in der Saison 2007/08 war bet-at-home.com auch 2011/12, 2012/13 und 2013/14, sowie 2020/21, 2021/22 und 2022/23 offizieller Partner der Vierschanzentournee. Außerdem bestand in der Saison 2011/12 zum zweiten Mal in Folge ein Engagement als offizieller Sponsor der FIS-Team-Tour in Deutschland (Willingen, Klingenthal und Oberstdorf).
Zusätzlich trat der Wettanbieter auch bei den drei Weltcup-Bewerben in Harrachov (Tschechien) als Partner auf. Darüber hinaus war das Unternehmen offizieller Partner der bulgarischen Skisprung-Nationalmannschaft. Im Damen-Weltcup trat bet-at-home.com 2019/20 in Oberstdorf als Sponsor auf. Auch auf Bewerbsebene war der Online-Buchmacher im nordischen Skisport als Kooperationspartner präsent – sowohl bei der Weltmeisterschaft 2009 in Liberec, als auch 2013 in Val di Fiemme.